# Amphoterus (mythologie)
Amphoterus (Grieks: Άμφότερος) is de zoon van Alcmaeon en Calirrhoe, en een broer van Acarnan. Samen met zijn broer doodde hij Phegeus, de moordenaar van zijn vader, en diens gezin.